# Ashmeadiella bucconis
Ashmeadiella bucconis är en biart som först beskrevs av Thomas Say 1837.  Ashmeadiella bucconis ingår i släktet Ashmeadiella och familjen buksamlarbin. Inga underarter finns listade i Catalogue of Life.